# Emílio Garrastazu Médici
Emílio Garrastazu Médici (Bagé (Rio Grande do Sul), 4 december 1905 - Rio de Janeiro, 9 oktober 1985) was een Braziliaanse militair leider en politicus. Hij regeerde van 1969 tot 1974 als 28e president van Brazilië, tijdens het toppunt van militaire regeringen in Brazilië. 

## Jonge jaren
Emílio Médici werd geboren in Bagé, in de staat Rio Grande do Sul. Zijn vader was een kleinzoon van Italiaanse immigranten die eerst naar Uruguay en vervolgens naar Brazilië immigreerden. Zijn moeder stamde uit een Baskische familie. In 1920 trad hij toe tot het Braziliaanse leger, waar hij langzamerhand promotie kreeg. In 1930 nam hij as luitenant deel aan de revolutie die Getúlio Vargas aan de macht bracht. Médici, in 1961 benoemd tot generaal, was een bondgenoot van generaal Castelo Branco en nam deel aan de staatsgreep van april 1964. Toen zijn vriend maarschalk Artur da Costa e Silva in 1967 president van Brazilië werd, werd Emilio Médici hoofd van het NSI (Nationale Inlichtingendienst).  

## Presidentschap
Twee jaar later werd Médici commandant van het derde leger en werd hij voorgedragen als president van Brazilië, door de Hoge Bevelhebbers van het leger. Het ontbonden congres werd speciaal bijeen geroepen en op 25 oktober 1969 werd Médici gekozen als nieuwe president en op 30 oktober ingezworen. Tijdens zijn presidentschap koos hij ervoor om een sterk militair regime te handhaven. Er werd een nieuwe grondwet gestemd die de wetgevende macht veel minder macht gaf. Toch stond hij bekend als eerder gematigd, want hij gaf openlijk kritiek op de revolutie van 1964 en toonde een zekere democratische gezindheid. Onder Médici groeide de Braziliaanse economie met een 10 procent. Dit kwam door de grote openbare werken die werden georganiseerd. 
- Biblioteca Nacional de España: XX1099382
- CiNii: DA11987555
- Gemeinsame Normdatei: 119429667
- International Standard Name Identifier: 0000 0001 1449 293X
- Library of Congress Control Number: n85261249
- National Archives and Records Administration: 10567650
- Nationale bibliotheek van Australië: 35685351
- Nederlandse Thesaurus van Auteursnamen: 075127164
- SNAC: w69h351f
- Système universitaire de documentation: 080123465
- Trove: 1041956
- Virtual International Authority File: 79424266
- WorldCat: E39PBJrWDmPWb43DW9QJfjvWDq

Deodoro da Fonseca ·
Peixoto ·
Morais ·
Campos Sales ·
Alves ·
Pena ·
Peçanha ·
Fonseca ·
Brás ·
Alves ·
Moreira ·
Pessoa ·
Bernardes ·
Luís ·
Prestes ·
(Junta van 1930) ·
Vargas ·
Linhares ·
Gaspar Dutra ·
Vargas ·
Café Filho ·
Luz ·
Ramos ·
Kubitschek ·
Quadros ·
Ranieri Mazzilli ·
Goulart ·
Ranieri Mazzilli ·
Castelo Branco ·
Costa e Silva ·
(Junta van 1969) ·
Garrastazu Médici ·
Geisel ·
Figueiredo ·
Neves ·
Sarney ·
Collor ·
Franco ·
Cardoso ·
Lula da Silva ·
Rousseff ·
Temer ·
Bolsonaro ·
Lula da Silva